# Jurij Drohobyč
Jurij Drohobyč, nato Jurij Мychajlovyč Kotermak (in ucraino Юрій Дрогобич?, traslitterazione anglosassone Yuriy Drohobych, in latino Magister Georgius Drohobich, in italiano Giorgio da Leopoli; Drohobyč, 1450 – Cracovia, 4 febbraio 1494), è stato un filosofo, astrologo, scrittore e medico ucraino, primo dottore ucraino in medicina.
Fu l'autore di Iudicium Pronosticon Anni 1483 Currentis, il primo libro pubblicato all'estero da un ucraino.

## Biografia

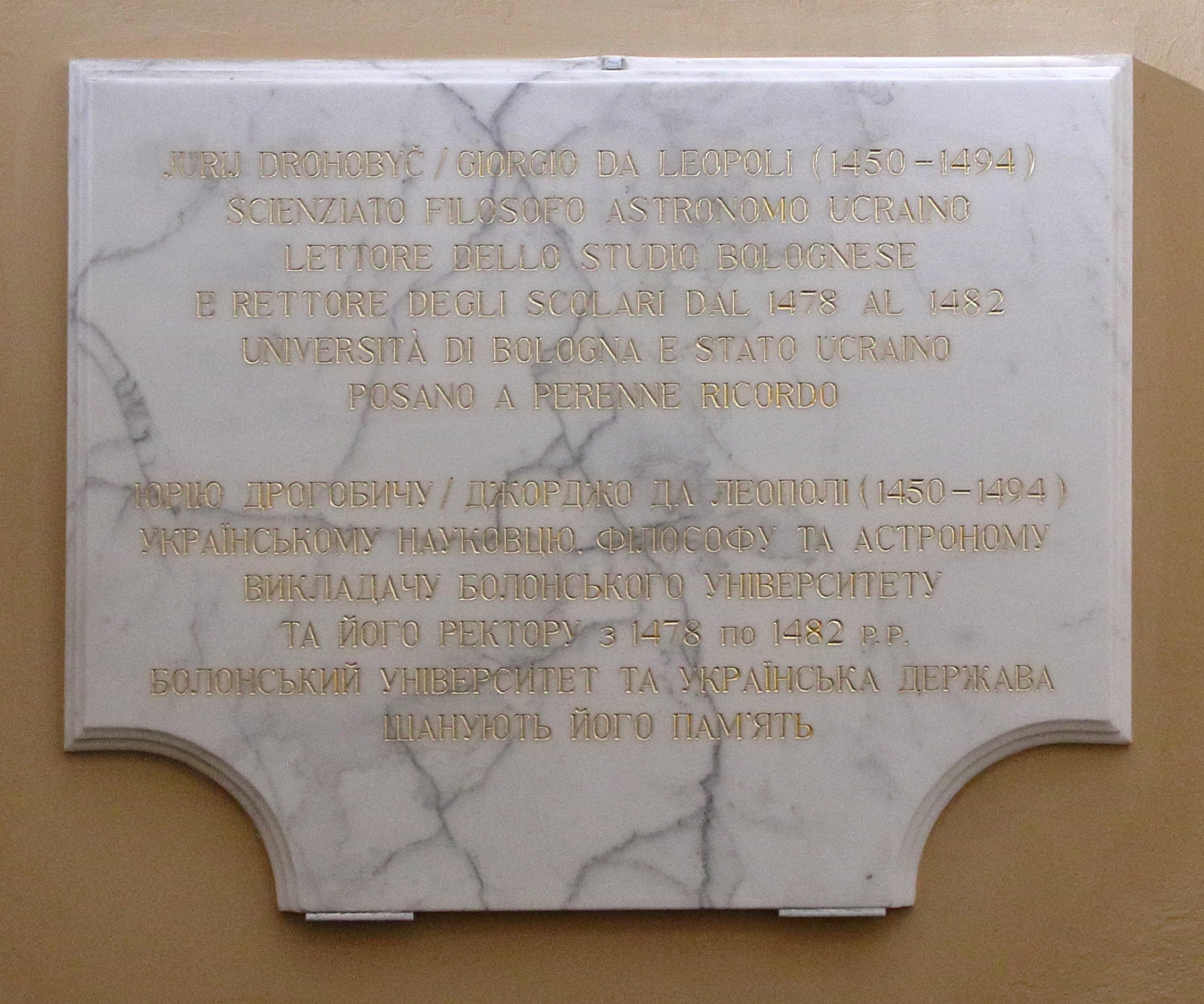
Placca alla memoria di Jurij Drohobyč a Palazzo Poggi

Crebbe a Drohobyč e ricevette un baccalaureato e un titolo magistrale presso l'Università Jagellonica (Uniwersytet Jagielloński) di Cracovia nel 1470 e nel 1473; negli anni 1478 e 1482 ricevette il grado di dottore in filosofia e medicina e chirurgia presso l'Università di Bologna
Tra il 1478 e il 1482, tenne lezioni di matematica, astronomia e medicina presso l'Università di Bologna fu, al tempo stesso, capo del dipartimento di medicina.
Negli anni 1481 e 1482 fu rettore dell'Università degli Studi di Bologna.
Nel 1487 divenne professore di medicina presso l'Università Jagellonica di Cracovia.
Il 7 febbraio 1483 a Roma, pubblicò Magistri Georgii Drohobich de Russia iudicium Pronosticon Anni 1483 Currentis, che comprendeva la ricerca sulle previsioni astrologiche, geografiche, e l'astrologia meteorologica; solo due copie di questa pubblicazione sono ancora presenti nelle biblioteche parigine; fu il primo libro pubblicato all'estero da un ucraino.